# 아빠의 자장가 (영화)
아빠의 자장가는 2010년에 제작한 단편 영화이다.

## 줄거리
두메산골에서 사는 5살 유림이의 이야기를 그린 단편 영화이다.